# Hans Lehr (Schriftsteller)
Hans Lehr (* 16. Januar 1901 in Wiesbaden als Johann Christian Lehr; † 12. März 1965 ebenda) war ein deutscher Schriftsteller und Übersetzer.

## Leben
Hans Lehr war der Sohn eines Küfermeisters. Nach dem Besuch der Volksschule absolvierte Hans Lehr eine Lehre als Bankkaufmann. Von 1917 bis 1925 war er als Bankangestellter tätig. Danach studierte er Literaturgeschichte und Philosophie an der Universität München. Zuletzt lebte er als freier Schriftsteller in Niedernhausen im Taunus.
Hans Lehr veröffentlichte ab 1934 zahlreiche Jugendbücher, meist aus dem Genre der Abenteuerliteratur. Daneben wirkte er als Herausgeber, Bearbeiter und Übersetzer von zeitgenössischen und klassischen Werken der Jugendliteratur. Von Lehrs zwischen 1934 und 1942 erschienenen Werken standen nach dem Zweiten Weltkrieg in der Sowjetzone bzw. der frühen DDR sechs Titel auf der Liste der auszusondernden Literatur.

## Werke
- Die Affäre Dahlskop. Berlin-Schöneberg 1934
- Vorwärts – Attacke! Hurra! München 1934
- Aufgesessen! Die Freiheit ruft! Berlin 1935
- Sturm über Tirol. München 1935
- Flugschiff Ikarus fliegt schwarz. Berlin 1936
- Das Gangster-U-Boot. Berlin 1936
- Der grüne Buddha. Berlin 1936
- Der Page des großen Königs. Reutlingen 1938
- Sambio. Reutlingen 1939
- Die Vertraute der Königin. Leipzig 1939
- Drei von den langen Spießen. Salzburg 1940
- Inges Rheintraum. Salzburg 1940
- Der Rebell von Kamtschatka. Ludwigsburg 1940
- Rache für Rugaro. Berlin 1941
- Der Sklavenjäger von Tabora. Berlin 1941
- Sturm auf Fort Naulila. Berlin 1941
- Sturm auf Kimaraunga. Berlin 1941
- Die Todesfahrt der "Wilhelmina". Berlin 1941
- Der Admiral der Hanse. Berlin 1942
- Die Freiwilligen vom Großen Wasser. Salzburg 1942
- Meuterei auf dem "Flamingo". Berlin 1942
- Der schwarze Jaguar. Berlin 1942
- Der Wildwest-Kapitän. Berlin 1942
- Auf Entdeckungsfahrt um die Welt. Unter Kannibalen. Reutlingen 1948
- Der Herr der Wildnis. Braunschweig 1948
- Die Jagd nach dem Geheimplan. Hamburg 1948
- Der schwarze Freibeuter. Reutlingen 1948
- An der Indianergrenze. Schwabach 1950
- Meuterei vor Tahiti. Düsseldorf 1950
- Seltsame Erbschaft. Stuttgart 1950
- Todesfahrt im Eis. Stuttgart 1951
- Der Kaperkapitän. Bamberg 1952
- Der weiße Häuptling. Düsseldorf 1952
- Wolkenwärts im Segelflug. Düsseldorf 1952
- Die Frauen von Schüttberg. Hildesheim 1953
- Das Gold des Häftlings. Rottweil 1953
- Der Mustang Sturmwind. Stuttgart 1953
- Der Schatz von Angkor. Lengerich (Westf.) 1953
- Der Schiffbruch der Mascarin. Reutlingen 1953
- Die Schollenfahrt der "Hansa"-Leute. Wuppertal 1953
- Spiel um Erdöl und Liebe. Balve (Westf.) 1953
- Gisela, die Vertraute der Königin. Lengerich (Westf.)1954
- Gitta, die Luftstewardess. Bamberg 1954
- Herta, die Bordfunkerin. Lengerich (Westf.) 1954
- Hochzeit im "Goldenen Anker". Hamburg 1954
- Das Glück von Heidelberg. Lengerich/Westf. 1956
- Der Fall Baker. Leverkusen 1957
- Petra und Onkels Millionen. Lengerich/Westf. 1957
- Vera, halt aus. Lengerich/Westf. 1957
- Entscheide dich, Katja. Lengerich/Westf. 1958
- In den Wildnissen Afrikas und Asiens. Lengerich/Westf. 1958
- In der Wildnis Kambodschas. Lengerich/Westf. 1958
- Chen-Wongs geheimer Auftrag. Lengerich/Westf. 1959
- Der Mustang, Stern der Prärie. Lengerich/Westf. 1959
- Ramon, weißer Häuptling der Apachen. Lengerich/Westf. 1959
- Unter dem Packeis lauert der Tod. Lengerich/Westf. 1959
- Der Schrecken der Meere. Lengerich (Westf.) 1960
- Die Nibelungen und Dietrich von Bern und seine Gesellen. Lengerich/Westf. 1962
- Wo bist du, Schwester? Göttingen 1962
- Achtung, Isa! Gefahr! Göttingen 1963
- Juttas glückliche Heimkehr. Lengerich/Westf. 1964
- Dodo gibt nicht auf. Göttingen 1965
- Hilf mir, Dodo! Göttingen 1965
- Keine Angst um Dodo. Göttingen 1965

## Herausgeberschaft
- Pitt Klein: Achtung! Bomben fallen! Leipzig 1934
- Paul Wolff von und zu Tondenwarth: Eine tolle Flucht. Leipzig 1935
- Friedrich Armand Strubberg: An der Indianergrenze. Schwabach 1950
- Wilhelm Hauff: Lichtenstein. Lengerich (Westf.) 1952
- Christoph von Schmid: Rosa von Tannenburg und andere Erzählungen für die Gegenwart. Lengerich (Westf.) 1952
- Johanna Spyri: Gritlis Kinder. Lengerich (Westf.) 1952
- Johanna Spyri: Heidi. Lengerich (Westf.)
  - 1. Heidis Lehr- und Wanderjahre. 1952
  - 2. Heidi kann brauchen, was es gelernt hat. 1952
- Johanna Spyri: Schloß Wildenstein. Lengerich (Westf.) 1952
- Gottfried August Bürger: Münchhausens Abenteuer. Lengerich (Westf.) 1953
- Johann Karl August Musäus: Rübezahl. Lengerich 1953
- Sophie Wörishöffer: Durch Urwald und Wüstensand. Lengerich (Westf.) 1953
- Friedrich Gerstäcker: Die Flußpiraten des Mississippi. Lengerich (Westf.) 1954
- Gustav Schwab: Deutsche Volks- und Heldensagen. Lengerich (Westf.) 1954
- Johanna Spyri: Heimatlos. Lengerich (Westf.) 1954
- Sophie Wörishöffer: Kreuz und quer durch Indien. Lengerich (Westf.) 1954
- Im Märchenland. Lengerich, Westf.
  - 1 (1956)
  - 2 (1960)
- Friedrich Gerstäcker: Die Regulatoren in Arkansas. Lengerich/Westf. 1958
- Johanna Spyri: In sicherer Hut. Lengerich/Westf. 1958
- Johanna Spyri: Rosenresli, Gritlis Kinder und andere Erzählungen. Lengerich, Westf. 1959
- Johanna Spyri: Einer vom Hause Lesa. Schloß Wildenstein. Lengerich/Westf. 1961
- Johanna Spyri: Peppino. Lengerich/Westf. 1962
- Johanna Spyri: Dori. Was soll denn aus ihr werden? Lengerich/Westf. 1963

## Übersetzungen
- James Fenimore Cooper: Der letzte Mohikaner. Lengerich (Westf.) 1952
- James Fenimore Cooper: Der Wildtöter. Lengerich (Westf.) 1952
- Daniel Defoe: Robinson Crusoe. Lengerich (Westf.) 1953
- Frederick Marryat: Sigismund Rüstig. Lengerich (Westf.) 1952
- Die schönsten Erzählungen aus Tausend-und-eine-Nacht. Lengerich/Westf. 1959
- Robert Louis Stevenson: Die Schatzinsel. Lengerich (Westf.) 1952
- Harriet Beecher Stowe: Onkel Toms Hütte. Lengerich/Westf. 1957
- Jonathan Swift: Gullivers Reisen in unbekannte Länder. Lengerich (Westf.) 1952
- Jules Verne: Fünf Wochen im Ballon. Lengerich/Westf. 1957
- Jules Verne: Der Kurier des Zaren. Lengerich/Westf. 1956
- Jules Verne: Die Reise um die Erde in achtzig Tagen. Lengerich/Westf. 1955
- Jules Verne: Die Reise zum Mittelpunkt der Erde. Lengerich/Westf. 1955
- Jules Verne: Zwanzigtausend Meilen unter dem Meer. Lengerich/Westf. 1958